# Saison 2017-2018 du Magic d'Orlando
La saison 2017-2018 du Magic d'Orlando est la 29e saison de la franchise en NBA.

## Draft
| Tour | Choix | Joueur         | Poste | Nationalité | Provenance                 |
| ---- | ----- | -------------- | ----- | ----------- | -------------------------- |
| 1    | 6     | Jonathan Isaac | SF/PF | États-Unis  | Seminoles de Florida State |
| 2    | 33    | Wesley Iwundu  | SF    | États-Unis  | Wildcats de Kansas State   |

## Matchs

### Summer League
| Summer League Total: 3-2 |

| Match | Date match  | Équipe        | Score   | Meilleur marqueur         | Meilleur rebondeur       | Meilleur passeur    | Lieux        | Série |
| ----- | ----------- | ------------- | ------- | ------------------------- | ------------------------ | ------------------- | ------------ | ----- |
| 1     | 1er juillet | Indiana       | D 74-85 | Trois joueurs (10)        | Jonathan Isaac (8)       | Costello, Lucas (4) | Amway Center | 0 - 1 |
| 2     | 2 juillet   | Heat de Miami | V 81-68 | Jonathan Isaac (15)       | Jonathan Isaac (13)      | Derrick Walton (3)  | Amway Center | 1 - 1 |
| 3     | 3 juillet   | Dallas        | D 76-86 | Marcus Georges-Hunt (20)  | Matt Costello (9)        | Derrick Walton (5)  | Amway Center | 1 - 2 |
| 4     | 5 juillet   | New York      | V 84-73 | Kalin Lucas (20)          | Hassan Martin (7)        | Kalin Lucas (7)     | Amway Center | 2 - 2 |
| 5     | 6 juillet   | Charlotte     | D 78-86 | Przemysław Karnowski (20) | Przemysław Karnowski (9) | Josh Gray (4)       | Amway Center | 3 - 2 |

### Pré-saison
| Pré-saison Total: 3-3 (Domicile : 2-1 ; Extérieur : 1-2) |

| Match | Date match | Équipe        | Score     | Meilleur marqueur   | Meilleur rebondeur  | Meilleur passeur      | Lieux Spectateurs        | Série |
| ----- | ---------- | ------------- | --------- | ------------------- | ------------------- | --------------------- | ------------------------ | ----- |
| 1     | 2 octobre  | @ Memphis     | D 84-92   | Jonathan Isaac (15) | Wesley Iwundu (6)   | Evan Fournier (5)     | FedEx Forum              | 0 - 1 |
| 2     | 5 octobre  | Dallas        | V 112-89  | Aaron Gordon (17)   | Aaron Gordon (10)   | Elfrid Payton (5)     | Amway Center             | 1 - 1 |
| 3     | 7 octobre  | Miami         | V 93-90   | Aaron Gordon (19)   | Bismack Biyombo (9) | Elfrid Payton (9)     | Amway Center             | 2 - 1 |
| 4     | 9 octobre  | @ Dallas      | D 96-99   | D. J. Augustin (24) | Nikola Vučević (14) | Arron Afflalo (7)     | American Airlines Center | 2 - 2 |
| 5     | 10 octobre | @ San Antonio | V 103-98  | Aaron Gordon (27)   | Aaron Gordon (11)   | Jonathon Simmons (10) | AT&T Center              | 3 - 2 |
| 6     | 13 octobre | Cleveland     | D 106-113 | Aaron Gordon (21)   | Bismack Biyombo (9) | Elfrid Payton (6)     | Amway Center             | 3 - 2 |

### Saison régulière
| Saison régulière Total: 25-57 (Domicile : 17-24 ; Extérieur : 8-33) |

| Match | Date match | Équipe        | Score     | Meilleur marqueur     | Meilleur rebondeur  | Meilleur passeur       | Lieux                | Série |
| ----- | ---------- | ------------- | --------- | --------------------- | ------------------- | ---------------------- | -------------------- | ----- |
| 1     | 18 octobre | Miami         | V 116-109 | Evan Fournier (23)    | Nikola Vučević (13) | Elfrid Payton (9)      | Amway Center         | 1 - 0 |
| 2     | 20 octobre | @ Brooklyn    | D 121-126 | Nikola Vučević (41)   | Nikola Vučević (12) | Augustin, Fournier (5) | Barclays Center      | 1 - 1 |
| 3     | 21 octobre | @ Cleveland   | V 114-93  | Nikola Vučević (23)   | Nikola Vučević (7)  | D. J. Augustin (10)    | Quicken Loans Arena  | 2 - 1 |
| 4     | 24 octobre | Brooklyn      | V 125-121 | Aaron Gordon (41)     | Aaron Gordon (14)   | D. J. Augustin (6)     | Amway Center         | 3 - 1 |
| 5     | 27 octobre | San Antonio   | V 114-87  | Evan Fournier (25)    | Bismack Biyombo (8) | D. J. Augustin (6)     | Amway Center         | 4 - 1 |
| 6     | 29 octobre | @ Charlotte   | D 113-120 | Jonathon Simmons (27) | Nikola Vučević (11) | Augustin, Fournier (5) | Spectrum Center      | 4 - 2 |
| 7     | 30 octobre | @ New Orleans | V 115-99  | Trois joueurs (20)    | Nikola Vučević (8)  | Quatre joueurs (4)     | Smoothie King Center | 5 - 2 |

| Match | Date match   | Équipe         | Score     | Meilleur marqueur      | Meilleur rebondeur  | Meilleur passeur   | Lieux                      | Série  |
| ----- | ------------ | -------------- | --------- | ---------------------- | ------------------- | ------------------ | -------------------------- | ------ |
| 8     | 1er novembre | @ Memphis      | V 101-99  | Evan Fournier (22)     | Evan Fournier (8)   | Shelvin Mack (8)   | FedEx Forum                | 6 - 2  |
| 9     | 3 novembre   | Chicago        | D 83-105  | Evan Fournier (21)     | Aaron Gordon (7)    | Shelvin Mack (8)   | Amway Center               | 6 - 3  |
| 10    | 5 novembre   | Boston         | D 88-104  | Aaron Gordon (18)      | Aaron Gordon (12)   | Nikola Vučević (7) | Amway Center               | 6 - 4  |
| 11    | 8 novembre   | New York       | V 112-99  | Nikola Vučević (24)    | Elfrid Payton (6)   | Elfrid Payton (11) | Amway Center               | 7 - 4  |
| 12    | 10 novembre  | @ Phoenix      | V 128-112 | Aaron Gordon (22)      | Gordon, Vučević (7) | Elfrid Payton (7)  | Talking Stick Resort Arena | 8 - 4  |
| 13    | 11 novembre  | @ Denver       | D 107-125 | Marreese Speights (19) | Arron Afflalo (8)   | Shelvin Mack (8)   | Pepsi Center               | 8 - 5  |
| 14    | 13 novembre  | @ Golden State | D 100-110 | Nikola Vučević (20)    | Aaron Gordon (10)   | Shelvin Mack (7)   | Oracle Arena               | 8 - 6  |
| 15    | 15 novembre  | @ Portland     | D 94-99   | Evan Fournier (22)     | Nikola Vučević (10) | Elfrid Payton (5)  | Moda Center                | 8 - 7  |
| 16    | 18 novembre  | Utah           | D 85-125  | Aaron Gordon (18)      | Aaron Gordon (9)    | Arron Afflalo (4)  | Amway Center               | 8 - 8  |
| 17    | 20 novembre  | Indiana        | D 97-105  | Nikola Vučević (25)    | Nikola Vučević (13) | Elfrid Payton (7)  | Amway Center               | 8 - 9  |
| 18    | 22 novembre  | @ Minnesota    | D 118-124 | Aaron Gordon (26)      | Nikola Vučević (14) | Elfrid Payton (13) | Target Center              | 8 - 10 |
| 19    | 24 novembre  | @ Boston       | D 103-118 | Jonathon Simmons (14)  | Nikola Vučević (11) | Shelvin Mack (8)   | TD Garden                  | 8 - 11 |
| 20    | 25 novembre  | @ Philadelphie | D 111-130 | Elfrid Payton (22)     | Nikola Vučević (14) | Elfrid Payton (9)  | Wells Fargo Center         | 8 - 12 |
| 21    | 27 novembre  | @ Indiana      | D 109-121 | Jonathon Simmons (21)  | Nikola Vučević (12) | Elfrid Payton (5)  | Bankers Life Fieldhouse    | 8 - 13 |
| 22    | 29 novembre  | Oklahoma City  | V 121-108 | Aaron Gordon (40)      | Aaron Gordon (15)   | Nikola Vučević (7) | Amway Center               | 9 - 13 |

| Match | Date match   | Équipe           | Score          | Meilleur marqueur     | Meilleur rebondeur   | Meilleur passeur     | Lieux                   | Série   |
| ----- | ------------ | ---------------- | -------------- | --------------------- | -------------------- | -------------------- | ----------------------- | ------- |
| 23    | 1er décembre | Golden State     | D 112-133      | Aaron Gordon (29)     | Trois joueurs (7)    | Elfrid Payton (9)    | Amway Center            | 9 - 14  |
| 24    | 3 décembre   | @ New York       | V 105-100      | Nikola Vučević (34)   | Nikola Vučević (12)  | Elfrid Payton (5)    | Madison Square Garden   | 10 - 14 |
| 25    | 4 décembre   | @ Charlotte      | D 94-104       | Evan Fournier (18)    | Nikola Vučević (8)   | Elfrid Payton (7)    | Spectrum Center         | 10 - 15 |
| 26    | 6 décembre   | Atlanta          | V 110-106 (OT) | Evan Fournier (27)    | Nikola Vučević (16)  | Elfrid Payton (6)    | Amway Center            | 11 - 15 |
| 27    | 8 décembre   | Denver           | D 89-103       | Vučević, Simmons (21) | Nikola Vučević (17)  | Elfrid Payton (6)    | Amway Center            | 11 - 16 |
| 28    | 9 décembre   | @ Atlanta        | D 110-117      | Nikola Vučević (31)   | Nikola Vučević (13)  | Nikola Vučević (10)  | Philips Arena           | 11 - 17 |
| 29    | 13 décembre  | L.A. Clippers    | D 95-106       | Jonathon Simmons (20) | Nikola Vučević (12)  | Jonathon Simmons (8) | Amway Center            | 11 - 18 |
| 30    | 15 décembre  | Portland         | D 88-95        | Nikola Vučević (26)   | Nikola Vučević (14)  | D. J. Augustin (4)   | Amway Center            | 11 - 19 |
| 31    | 17 décembre  | @ Détroit        | D 110-114      | Mario Hezonja (28)    | Nikola Vučević (14)  | Trois joueurs (7)    | Little Caesars Arena    | 11 - 20 |
| 32    | 20 décembre  | @ Chicago        | D 94-112       | Nikola Vučević (18)   | Nikola Vučević (10)  | Elfrid Payton (8)    | United Center           | 11 - 21 |
| 33    | 22 décembre  | Nouvelle-Orléans | D 97-111       | Jonathon Simmons (22) | Simmons, Vučević (8) | Elfrid Payton (6)    | Amway Center            | 11 - 22 |
| 34    | 23 décembre  | @ Washington     | D 103-130      | Elfrid Payton (30)    | Payne, Payton (5)    | Elfrid Payton (10)   | Capital One Arena       | 11 - 23 |
| 35    | 26 décembre  | @ Miami          | D 89-107       | Elfrid Payton (19)    | Bismack Biyombo (12) | Elfrid Payton (6)    | American Airlines Arena | 11 - 24 |
| 36    | 28 décembre  | Détroit          | V 102-89       | Elfrid Payton (19)    | Bismack Biyombo (13) | Elfrid Payton (8)    | Amway Center            | 12 - 24 |
| 37    | 30 décembre  | Miami            | D 111-117      | Aaron Gordon (39)     | Bismack Biyombo (10) | Elfrid Payton (13)   | Amway Center            | 12 - 25 |

| Match | Date match  | Équipe       | Score     | Meilleur marqueur      | Meilleur rebondeur     | Meilleur passeur   | Lieux                     | Série   |
| ----- | ----------- | ------------ | --------- | ---------------------- | ---------------------- | ------------------ | ------------------------- | ------- |
| 38    | 1er janvier | @ Brooklyn   | D 95-98   | Aaron Gordon (20)      | Bismack Biyombo (17)   | Elfrid Payton (7)  | Barclays Center           | 12 - 26 |
| 39    | 3 janvier   | Houston      | D 98-116  | Aaron Gordon (16)      | Mario Hezonja (9)      | Shelvin Mack (7)   | Amway Center              | 12 - 27 |
| 40    | 6 janvier   | Cleveland    | D 127-131 | Aaron Gordon (30)      | Bismack Biyombo (11)   | D. J. Augustin (7) | Amway Center              | 12 - 28 |
| 41    | 9 janvier   | @ Dallas     | D 99-114  | Aaron Gordon (19)      | Marreese Speights (10) | D. J. Augustin (5) | American Airlines Center  | 12 - 29 |
| 42    | 10 janvier  | @ Milwaukee  | D 103-110 | Evan Fournier (21)     | Bismack Biyombo (9)    | Elfrid Payton (7)  | BMO Harris Bradley Center | 12 - 30 |
| 43    | 12 janvier  | @ Washington | D 119-125 | Elfrid Payton (27)     | Bismack Biyombo (13)   | Elfrid Payton (8)  | Capital One Arena         | 12 - 31 |
| 44    | 16 janvier  | Minnesota    | V 108-102 | Evan Fournier (32)     | Bismack Biyombo (16)   | D. J. Augustin (6) | Amway Center              | 13 - 31 |
| 45    | 18 janvier  | @ Cleveland  | D 103-104 | Elfrid Payton (19)     | Aaron Gordon (11)      | Aaron Gordon (8)   | Quicken Loans Arena       | 13 - 32 |
| 46    | 21 janvier  | @ Boston     | V 103-95  | Elfrid Payton (22)     | Aaron Gordon (13)      | Trois joueurs (4)  | TD Garden                 | 14 - 32 |
| 47    | 23 janvier  | Sacramento   | D 99-105  | Evan Fournier (22)     | Aaron Gordon (12)      | Elfrid Payton (7)  | Amway Center              | 14 - 33 |
| 48    | 27 janvier  | @ Indiana    | D 112-114 | Aaron Gordon (22)      | Aaron Gordon (11)      | Mack, Payton (5)   | Bankers Life Fieldhouse   | 14 - 34 |
| 49    | 30 janvier  | @ Houston    | D 107-114 | Hezonja, Speights (17) | Biyombo, Mack (6)      | Evan Fournier (5)  | Toyota Center             | 14 - 35 |
| 50    | 31 janvier  | L.A. Lakers  | V 127-105 | Marreese Speights (21) | Elfrid Payton (7)      | Shelvin Mack (7)   | Amway Center              | 15 - 35 |

| Match                  | Date match | Équipe          | Score     | Meilleur marqueur      | Meilleur rebondeur   | Meilleur passeur   | Lieux                   | Série   |
| ---------------------- | ---------- | --------------- | --------- | ---------------------- | -------------------- | ------------------ | ----------------------- | ------- |
| 51                     | 3 février  | Washington      | D 98-115  | Hezonja, Simmons (15)  | Khem Birch (8)       | Elfrid Payton (4)  | Amway Center            | 15 - 36 |
| 52                     | 5 février  | @ Miami         | V 111-109 | Mario Hezonja (20)     | Arron Afflalo (6)    | Elfrid Payton (7)  | American Airlines Arena | 16 - 36 |
| 53                     | 6 février  | Cleveland       | V 116-98  | Jonathon Simmons (34)  | Bismack Biyombo (8)  | Elfrid Payton (8)  | Amway Center            | 17 - 36 |
| 54                     | 8 février  | Atlanta         | V 100-98  | Evan Fournier (22)     | Mario Hezonja (10)   | D. J. Augustin (9) | Amway Center            | 18 - 36 |
| 55                     | 10 février | Milwaukee       | D 104-111 | Mario Hezonja (23)     | Khem Birch (9)       | Shelvin Mack (10)  | Amway Center            | 18 - 37 |
| 56                     | 12 février | @ Chicago       | D 101-105 | Mario Hezonja (24)     | Khem Birch (8)       | Shelvin Mack (6)   | United Center           | 18 - 38 |
| 57                     | 14 février | Charlotte       | D 102-104 | Mario Hezonja (21)     | Bismack Biyombo (11) | D. J. Augustin (4) | Amway Center            | 18 - 39 |
| NBA All-Star Game 2018 |            |                 |           |                        |                      |                    |                         |         |
| 58                     | 22 février | New York        | D 113-120 | Evan Fournier (25)     | Nikola Vučević (6)   | Trois joueurs (5)  | Amway Center            | 18 - 40 |
| 59                     | 24 février | @ Philadelphie  | D 105-116 | Aaron Gordon (20)      | Nikola Vučević (9)   | Aaron Gordon (7)   | Wells Fargo Center      | 18 - 41 |
| 60                     | 26 février | @ Oklahoma City | D 105-112 | Fournier, Simmons (19) | Gordon, Vučević (19) | D. J. Augustin (9) | Chesapeake Energy Arena | 18 - 42 |
| 61                     | 18 février | Toronto         | D 104-117 | Fournier, Hezonja (17) | Bismack Biyombo (11) | D. J. Augustin (6) | Amway Center            | 18 - 43 |

| Match | Date match | Équipe          | Score     | Meilleur marqueur      | Meilleur rebondeur   | Meilleur passeur     | Lieux                   | Série   |
| ----- | ---------- | --------------- | --------- | ---------------------- | -------------------- | -------------------- | ----------------------- | ------- |
| 62    | 2 mars     | Détroit         | V 115-106 | Aaron Gordon (27)      | Aaron Gordon (13)    | D. J. Augustin (9)   | Amway Center            | 19 - 43 |
| 63    | 3 mars     | Memphis         | V 107-100 | Fournier, Vučević (19) | Aaron Gordon (8)     | D. J. Augustin (5)   | Amway Center            | 20 - 43 |
| 64    | 5 mars     | @ Utah          | D 80-94   | Nikola Vučević (15)    | Nikola Vučević (12)  | D. J. Augustin (5)   | Vivint Smart Home Arena | 20 - 44 |
| 65    | 7 mars     | @ L.A. Lakers   | D 107-108 | Aaron Gordon (28)      | Aaron Gordon (14)    | D. J. Augustin (8)   | Staples Center          | 20 - 45 |
| 66    | 9 mars     | @ Sacramento    | D 88-94   | Jonathon Simmons (25)  | Bismack Biyombo (7)  | D. J. Augustin (7)   | Golden 1 Center         | 20 - 46 |
| 67    | 10 mars    | @ L.A. Clippers | D 105-113 | Jonathon Simmons (24)  | Nikola Vučević (10)  | Jonathon Simmons (7) | Staples Center          | 20 - 47 |
| 68    | 13 mars    | @ San Antonio   | D 72-108  | Simmons, Vučević (10)  | Nikola Vučević (10)  | D. J. Augustin (6)   | AT&T Center             | 20 - 48 |
| 69    | 14 mars    | Milwaukee       | V 126-117 | Jonathon Simmons (35)  | Vučević, Birch (9)   | Nikola Vučević (9)   | Amway Center            | 21 - 48 |
| 70    | 16 mars    | Boston          | D 83-92   | Shelvin Mack (16)      | Mack, Biyombo (7)    | D. J. Augustin (4)   | Amway Center            | 21 - 49 |
| 71    | 20 mars    | Toronto         | D 86-93   | Shelvin Mack (17)      | Nikola Vučević (9)   | D. J. Augustin (10)  | Amway Center            | 21 - 50 |
| 72    | 22 mars    | Philadelphie    | D 98-118  | Rodney Purvis (19)     | Aaron Gordon (11)    | Shelvin Mack (6)     | Amway Center            | 21 - 51 |
| 73    | 24 mars    | Phoenix         | V 105-99  | Aaron Gordon (29)      | Gordon, Vučević (11) | D. J. Augustin (10)  | Amway Center            | 22 - 51 |
| 74    | 28 mars    | Brooklyn        | D 104-111 | Nikola Vučević (24)    | Nikola Vučević (15)  | Shelvin Mack (6)     | Amway Center            | 22 - 52 |
| 75    | 30 mars    | Chicago         | D 82-90   | Aaron Gordon (18)      | Nikola Vučević (14)  | D. J. Augustin (4)   | Amway Center            | 22 - 53 |

| Match | Date match | Équipe      | Score     | Meilleur marqueur   | Meilleur rebondeur   | Meilleur passeur   | Lieux                     | Série   |
| ----- | ---------- | ----------- | --------- | ------------------- | -------------------- | ------------------ | ------------------------- | ------- |
| 76    | 1er avril  | @ Atlanta   | D 88-94   | D. J. Augustin (20) | Nikola Vučević (14)  | Shelvin Mack (5)   | Amway Center              | 22 - 54 |
| 77    | 3 avril    | @ New York  | V 97-73   | Mario Hezonja (19)  | Birch, Vučević (10)  | Shelvin Mack (8)   | Madison Square Garden     | 23 - 54 |
| 78    | 4 avril    | Dallas      | V 105-100 | Aaron Gordon (20)   | Bismack Biyombo (12) | Shelvin Mack (9)   | Amway Center              | 24 - 53 |
| 79    | 6 avril    | Charlotte   | D 100-137 | D. J. Augustin (19) | Bismack Biyombo (8)  | Shelvin Mack (11)  | Amway Center              | 24 - 55 |
| 80    | 8 avril    | @ Toronto   | D 101-112 | Aaron Gordon (16)   | Khem Birch (12)      | Mario Hezonja (5)  | Centre Air Canada         | 24 - 56 |
| 81    | 9 avril    | @ Milwaukee | D 86-102  | Nikola Vučević (17) | Nikola Vučević (10)  | D. J. Augustin (9) | BMO Harris Bradley Center | 24 - 57 |
| 82    | 11 avril   | Washington  | V 101-92  | Rodney Purvis (16)  | Khem Birch (9)       | Mario Hezonja (6)  | Amway Center              | 25 - 57 |

### Confrontations en saison régulière
| Conférence Est      | Conférence Est                              | Conférence Est                              | Conférence Est                              | Conférence Est                              | Conférence Ouest                            | Conférence Ouest                            | Conférence Ouest                            |
| Division Atlantique | Division Atlantique                         | Division Atlantique                         | Division Atlantique                         | Division Atlantique                         | Division Nord-Ouest                         | Division Nord-Ouest                         | Division Nord-Ouest                         |
| Équipe              | Domicile                                    | Domicile                                    | Extérieur                                   | Extérieur                                   | Équipe                                      | Domicile                                    | Extérieur                                   |
| ------------------- | ------------------------------------------- | ------------------------------------------- | ------------------------------------------- | ------------------------------------------- | ------------------------------------------- | ------------------------------------------- | ------------------------------------------- |
| Boston              | 88-104                                      | 83-92                                       | 103-118                                     | 103-95                                      | Denver                                      | 89-103                                      | 107-125                                     |
| Brooklyn            | 125-121                                     | 104-111                                     | 121-126                                     | 95-98                                       | Minnesota                                   | 108-102                                     | 118-124                                     |
| New York            | 112-99                                      | 113-120                                     | 105-100                                     | 97-73                                       | Oklahoma City                               | 121-108                                     | 105-112                                     |
| Philadelphie        | 98-118                                      |                                             | 111-130                                     | 105-116                                     | Portland                                    | 88-95                                       | 94-99                                       |
| Toronto             | 104-117                                     | 86-93                                       | 101-112                                     |                                             | Utah                                        | 85-125                                      | 80-94                                       |
|                     | 2–7                                         | 2–7                                         | 3–6                                         | 3–6                                         |                                             | 2–2                                         | 0–6                                         |
| Division            | 5–13                                        | 5–13                                        | 5–13                                        | 5–13                                        | Division                                    | 2–8                                         | 2–8                                         |
| Division Centrale   | Division Centrale                           | Division Centrale                           | Division Centrale                           | Division Centrale                           | Division Pacifique                          | Division Pacifique                          | Division Pacifique                          |
| Équipe              | Domicile                                    | Domicile                                    | Extérieur                                   | Extérieur                                   | Équipe                                      | Domicile                                    | Extérieur                                   |
| Chicago             | 83-105                                      | 82-90                                       | 94-112                                      | 101-105                                     | Golden State                                | 112-133                                     | 100-110                                     |
| Cleveland           | 127-131                                     | 116-98                                      | 114-93                                      | 103-104                                     | L.A. Clippers                               | 95-106                                      | 105-113                                     |
| Detroit             | 102-89                                      | 115-106                                     | 110-114                                     |                                             | L.A. Lakers                                 | 127-105                                     | 107-108                                     |
| Indiana             | 97-105                                      |                                             | 109-121                                     | 112-114                                     | Phoenix                                     | 105-99                                      | 128-112                                     |
| Milwaukee           | 104-111                                     | 126-117                                     | 103-110                                     | 86-102                                      | Sacramento                                  | 99-105                                      | 88-94                                       |
|                     | 4–5                                         | 4–5                                         | 1–8                                         | 1–8                                         |                                             | 2–3                                         | 1–4                                         |
| Division            | 5–13                                        | 5–13                                        | 5–13                                        | 5–13                                        | Division                                    | 3–7                                         | 3–7                                         |
| Division Sud-Est    | Division Sud-Est                            | Division Sud-Est                            | Division Sud-Est                            | Division Sud-Est                            | Division Sud-Ouest                          | Division Sud-Ouest                          | Division Sud-Ouest                          |
| Équipe              | Domicile                                    | Domicile                                    | Extérieur                                   | Extérieur                                   | Équipe                                      | Domicile                                    | Extérieur                                   |
| Atlanta             | 110-106 (OT)                                | 100-98                                      | 110-117                                     | 88-94                                       | Dallas                                      | 105-100                                     | 99-114                                      |
| Charlotte           | 102-104                                     | 100-137                                     | 113-120                                     | 94-104                                      | Houston                                     | 98-116                                      | 107-114                                     |
| Miami               | 116-109                                     | 111-117                                     | 89-107                                      | 111-109                                     | Memphis                                     | 107-100                                     | 101-99                                      |
|                     |                                             |                                             |                                             |                                             | New Orleans                                 | 97-111                                      | 115-99                                      |
| Washington          | 98-115                                      | 101-92                                      | 103-130                                     | 119-125                                     | San Antonio                                 | 114-87                                      | 72-108                                      |
|                     | 4–4                                         | 4–4                                         | 1–7                                         | 1–7                                         |                                             | 3–2                                         | 2–3                                         |
| Division            | 5–11                                        | 5–11                                        | 5–11                                        | 5–11                                        | Division                                    | 5–5                                         | 5–5                                         |
| Conférence          | 15–37 (Domicile : 10–16 ; Extérieur : 5–21) | 15–37 (Domicile : 10–16 ; Extérieur : 5–21) | 15–37 (Domicile : 10–16 ; Extérieur : 5–21) | 15–37 (Domicile : 10–16 ; Extérieur : 5–21) | Conférence                                  | 10–20 (Domicile : 7–8 ; Extérieur : 3–12)   | 10–20 (Domicile : 7–8 ; Extérieur : 3–12)   |
| Total               | 25–57 (Domicile : 17–24 ; Extérieur : 8–33) | 25–57 (Domicile : 17–24 ; Extérieur : 8–33) | 25–57 (Domicile : 17–24 ; Extérieur : 8–33) | 25–57 (Domicile : 17–24 ; Extérieur : 8–33) | 25–57 (Domicile : 17–24 ; Extérieur : 8–33) | 25–57 (Domicile : 17–24 ; Extérieur : 8–33) | 25–57 (Domicile : 17–24 ; Extérieur : 8–33) |

## Effectif
| Magic d'Orlando Effectif en fin de saison régulière |    |                                                |                   |                     |
| Entraîneur: Frank Vogel                             |    |                                                |                   |                     |
| Arrière                                             | 4  | Drapeau des États-Unis                         | Arron Afflalo     | UCLA                |
| Arrière, Ailier                                     | 0  | Drapeau des États-Unis                         | Jamel Artis (TW)  | Pittsburgh          |
| Meneur                                              | 14 | Drapeau des États-Unis                         | D. J. Augustin    | Texas               |
| Ailier fort, pivot                                  | 24 | Drapeau du Canada                              | Khem Birch        | UNLV                |
| Ailier fort, pivot                                  | 11 | Drapeau de la république démocratique du Congo | Bismack Biyombo   | RD Congo            |
| Arrière                                             | 10 | Drapeau de la France                           | Evan Fournier     | France              |
| Ailier fort                                         | 00 | Drapeau des États-Unis                         | Aaron Gordon      | Arizona             |
| Arrière, Ailier                                     | 8  | Drapeau de la Croatie                          | Mario Hezonja     | Croatie             |
| Ailier, Ailier fort                                 | 1  | Drapeau des États-Unis                         | Jonathan Isaac    | Florida State       |
| Ailier                                              | 25 | Drapeau des États-Unis                         | Wesley Iwundu     | Kansas State        |
| Meneur, Arrière                                     | 7  | Drapeau des États-Unis                         | Shelvin Mack      | Butler              |
| Arrière                                             | 15 | Drapeau des États-Unis                         | Rodney Purvis     | Connecticut         |
| Arrière                                             | 31 | Drapeau des États-Unis                         | Terrence Ross     | Washington          |
| Arrière                                             | 17 | Drapeau des États-Unis                         | Jonathon Simmons  | Houston             |
| Ailier fort, Pivot                                  | 5  | Drapeau des États-Unis                         | Marreese Speights | Florida             |
| Pivot, Ailier fort                                  | 9  | Drapeau du Monténégro                          | Nikola Vučević    | Southern California |
| (C) - Capitaine, (TW) - Two-way contract, - Blessé  |    |                                                |                   |                     |

## Transactions

### Échanges
| 25 mai 2017    | A Magic d'OrlandoJeff Weltman (Président)                                       | A Raptors de TorontoSecond tour de Draft 2018 |
| 8 février 2018 | A Magic d'OrlandoSecond tour de draft 2018 (de Charlotte via Memphis & Phoenix) | A Suns de PhoenixElfrid Payton                |

### Options dans les contrats
| Joueur        | Option                                                                       |
| ------------- | ---------------------------------------------------------------------------- |
| Mario Hezonja | Orlando décline son option d'équipe de 5 170 000 $ pour la saison 2018-2019. |

### Arrivés
| Date       | Joueur            | Contrat                           | Provenance                        |
| ---------- | ----------------- | --------------------------------- | --------------------------------- |
| 01/07/2017 | Jonathan Isaac    | Contrat de 9 160 000 $ sur 2 ans  | Seminoles de Florida State (NCAA) |
| 09/07/2017 | Shelvin Mack      | Contrat de 12 000 000 $ sur 2 ans | Jazz de l'Utah                    |
| 14/07/2017 | Jonathon Simmons  | Contrat de 20 000 000 $ sur 3 ans | Spurs de San Antonio              |
| 24/07/2017 | Wesley Iwundu     | Contrat de 4 050 000 $ sur 3 ans  | Wildcats de Kansas State (NCAA)   |
| 27/07/2017 | Marreese Speights | Contrat de 2 100 000 $ sur 1 an   | Clippers de Los Angeles           |
| 27/07/2017 | Arron Afflalo     | Contrat de 2 300 000 $ sur 1 an   | Kings de Sacramento               |
| 27/07/2017 | Khem Birch        | Contrat de 2 200 000 $ sur 2 ans  | Olympiakós                        |
| 31/08/2017 | Kalin Lucas       | Contrat de 1 300 000 $ sur 1 an   | Magic de Lakeland (NBA G League)  |
| 28/03/2018 | Rodney Purvis     | Contrat de 69,120 $ sur 1 an      | Magic d'Orlando                   |

#### Two-way contract
| Date       | Joueur        | Provenance                    |
| ---------- | ------------- | ----------------------------- |
| 21/08/2017 | Adreian Payne | Timberwolves du Minnesota     |
| 16/10/2017 | Jamel Artis   | Panthers de Pittsburgh (NCAA) |

#### Contrat de 10 jours
| Date       | Joueur        | Provenance                       |
| ---------- | ------------- | -------------------------------- |
| 20/02/2018 | Rashad Vaughn | Pelicans de La Nouvelle-Orléans  |
| 02/03/2018 | Rashad Vaughn | Magic d'Orlando                  |
| 08/03/2018 | Rodney Purvis | Magic de Lakeland (NBA G League) |
| 18/03/2018 | Rodney Purvis | Magic d'Orlando                  |

### Départs
| Date       | Joueur              | Raison départ                             | Nouvelle équipe ¹         |
| ---------- | ------------------- | ----------------------------------------- | ------------------------- |
| 01/07/2017 | Jeff Green          | Agent libre                               | Cavaliers de Cleveland    |
| 01/07/2017 | Jodie Meeks         | Agent libre                               | Wizards de Washington     |
| 04/07/2017 | Stephen Zimmerman   | Coupé                                     | Lakers de Los Angeles     |
| 10/07/2017 | C. J. Watson        | Coupé                                     |                           |
| 31/07/2017 | Marcus Georges-Hunt | Coupé                                     | Timberwolves du Minnesota |
| 01/08/2017 | Patricio Garino     | Coupé                                     | Saski Baskonia            |
| 27/01/2018 | Adreian Payne       | Coupé                                     |                           |
| 07/03/2018 | Rashad Vaughn       | Coupé                                     |                           |
| 12/04/2018 | Frank Vogel         | Viré de son poste d’entraîneur principal. |                           |

¹ Il s'agit de l’équipe pour laquelle le joueur a signé après son départ, il a pu entre-temps changer d'équipe ou encore de pays.

#### Non retenu après les camps entraînements
| Date       | Joueur        | Nouvelle équipe |
| ---------- | ------------- | --------------- |
| 13/10/2017 | Troy Caupain  |                 |
| 13/10/2017 | Rodney Purvis |                 |
| 14/10/2017 | Kalin Lucas   |                 |

### Joueurs "agents libres" à la fin de la saison
| Joueur            | Fin de saison         |
| ----------------- | --------------------- |
| Arron Afflalo     | Agent libre           |
| Aaron Gordon      | Agent libre restreint |
| Mario Hezonja     | Agent libre           |
| Marreese Speights | Agent libre           |